# Pierre Bousquet
Pour les articles homonymes, voir Bousquet.
Ne doit pas être confondu avec René Bousquet.
Pierre Bousquet, né le 2 novembre 1919 à Tours (France) et mort le 29 août 1991 à Paris, est un collaborationniste, homme politique et journaliste français.
Soldat de la Waffen-SS au sein de la division SS Charlemagne devenu une personnalité de l’extrême droite française, il est le premier trésorier du Front national dont il dépose les statuts avec Jean-Marie Le Pen en 1972, avant de quitter le parti à la fin de l’année 1980.
Il participe ensuite à la fondation du Parti nationaliste français en 1983.

## Biographie

### Situation personnelle
Pierre Émile Bousquet est le fils d'Émile Georges Bousquet, capitaine du Génie et de Simone Olga Dufresne, sans profession à la naissance. Il grandit en Alsace, où il est éduqué en alsacien par sa grand-mère jusqu'à ses 5 ans. Il a ensuite du mal à s'adapter au français,.
Il a exercé les professions d'encaisseur, puis de directeur commercial aux halles de Rungis.

### Avant la Seconde Guerre mondiale
Membre du Parti franciste à partir de 1935, il devient délégué général du bureau de commandement de la Jeunesse franciste en 1941.
En 1939, il participe aux dernières heures de la guerre d'Espagne. La même année, il est emprisonné pour avoir distribué à Orléans des tracts s'opposant à la guerre contre l'Allemagne. Il s'engage dans les Forces armées françaises afin de sortir de prison.

### SS et emprisonnement
Il intègre la Waffen-SS le 31 août 1943.
Caporal (Rottenführer) de la 33e division de grenadiers SS Charlemagne, membre de la Kampfschule de Wilhelm Weber (en), il fait partie des 300 Français qui combattront les Soviétiques en avril 1945 dans la capitale allemande. Pierre Bousquet est présenté dans l'ouvrage de Jean Mabire La Brigade Frankreich sous le pseudonyme de Pierre Mousquet.
Il se fait passer à la chute de l'Allemagne nazie pour un travailleur du STO auprès des troupes américaines puis est arrêté en tant que collaborateur.
À la Libération, il est condamné à mort, mais sa peine est commuée en 3 ans de prison par un juge ami de sa famille, et il n'effectue que deux ans et demi de prison,.

### Militantisme à l'extrême droite après guerre
En 1946, il tente, avec d'autres anciens Waffen-SS français, d'intégrer des organisations anti-communistes. Il intègre le groupe Freddy  mené par Alfred Douroux, constitué d'anciens nazis rêvant de continuer l'action. Leur cache d'armes révélée, Bousquet se rend à la police et écope d'une forte amende pour reconstitution de ligue dissoute. Il abandonne ensuite momentanément le militantisme et n'est plus que membre de l'association d’entraide mutuelle des anciens membres des Waffen-SS, la HIAG.
Cadre de Jeune Nation de 1956 à 1958, il est écroué en 1960 pour « atteinte à la sûreté intérieure de l'État » et « reconstitution de ligue dissoute », aux côtés notamment de François Duprat.
Lors de l'élection présidentielle de 1965, il participe à la direction de la campagne présidentielle de Jean-Louis Tixier-Vignancour.
Il rejoint l'équipe d'Europe-Action en 1963, et devient à ce titre un des principaux animateurs du Mouvement nationaliste du progrès — créé en 1966 à cause de désaccords avec Jean-Louis Tixier-Vignancour —, puis de son émanation le Rassemblement européen de la liberté (REL), dont il est exclu en mars 1968.
Après la dispersion de ce dernier il participe l'année suivante à la création du journal Militant, puis en 1970 à celle du Parti national populaire (PNP), dont il est secrétaire général et Roger Holeindre, président. Le PNP fusionne l’année suivante dans le Parti de l'unité française (PUF).

### Membre fondateur du Front national
Proche de Georges Bidault, Pierre Bousquet dépose les statuts du Front national avec son premier président, Jean-Marie Le Pen, à sa fondation en 1972. Il est membre du premier bureau politique du parti, et son premier trésorier pendant huit ans. Au sein du FN, il ne soutient pas Jean-Marie Le Pen, mais François Duprat.
Il est candidat aux élections législatives de 1978 dans la 9e circonscription de Paris.
Il quitte le FN en 1980, estimant que depuis l'assassinat de Duprat, Israël tiendrait Le Pen.
À son sujet, Jean-Marie Le Pen déclare en 1984 : « M. Bousquet a peut-être eu les responsabilités que vous dites, il a peut-être été un ancien SS mais moi je suis de ceux qui sont pour la réconciliation des Français… ».

### Après son départ du FN
Dissident du FN lepéniste, Pierre Bousquet est en 1983 l'un des fondateurs du Parti nationaliste français (PNF).
En 1986, il déclare « ne pas » considérer son passé SS « comme une erreur de jeunesse », précisant toutefois : « en admettant — je dis bien en admettant — qu'il y ait eu des chambres à gaz et des tortures, je les condamne. » Il affirme continuer à militer « pour l'Europe blanche, de Brest à Vladivostok ».
Serge Ayoub a été proche de lui à partir de 1987.
Il meurt le 29 août 1991. Sont présents à ses obsèques Roland Gaucher et Roger Holeindre.

### Religion
Pierre Bousquet se réclamait du paganisme.